# Markos Geneti
Markos Geneti (ur. 7 czerwca 1984 w Woledze) – etiopski lekkoatleta, długodystansowiec.

## Osiągnięcia
- złoto podczas Mistrzostw Świata Juniorów Młodszych w Lekkoatletyce (bieg na 3000 m, Debreczyn 2001)
- srebrny medal Mistrzostw Świata Juniorów w Lekkoatletyce (bieg na 5000 m, Kingston 2002)
- brąz Halowych Mistrzostw Świata (bieg na 3000 m, Budapeszt 2004)

## Rekordy życiowe
- bieg na 1500 m – 3:33,83 (2005)
- bieg na 5000 m – 13:00,25 (2005)
- bieg maratoński – 2:04:54 (2012)
- bieg na 3000 m (hala) – 7:32,69 (2007)
- bieg na 2 mile (hala) – 8:08,39 (2008)
- bieg na 5000 m (hala) – 13:18,64 (2010)